# Chapelle Notre-Dame et Saint-Denis de Saives
La chapelle Notre-Dame et Saint-Denis est un petit édifice religieux catholique sis à Saives, un hameau de la commune de Faimes dans la province de Liège, en Belgique. Le bâtiment actuel, dernier d’une succession d’édifices remontant à une première chapelle romane du XIe siècle, date de 1754. Le monument est classé au patrimoine de Wallonie.

## Histoire
Une chapelle romane existe à Saives depuis le XIe siècle. Le nom du village est mentionné dans un document datant de 1016. Le fief et seigneurie de Saives dépend directement du prince-évêque de Liège et possède ‘cour de justice’. Tout au long de leur histoire les chapelles successives furent associées au château-ferme de Saives qui appartenait à la famille van den Steen de Jehay. 
En 1477, il est fait mention d'un prêtre attaché à la chapelle de Saives.
Au XVIIe siècle (1628) l’ensemble passe entre les mains de la famille Bastin de Grimont. La guerre franco-hollandaise de 1672 fut dévastatrice pour le village et la chapelle de Saives. Château, chapelle et les dix-sept maisons du village furent incendiées. À partir de la fin du même siècle le château-ferme est progressivement reconstruit également. Le portail d’entrée porte le millésime ‘1707’.
En 1754, 82 ans après sa destruction, la chapelle est reconstruite : bâtiment de briques il repose sur des fondations en pierre qui datent des chapelles antérieures. Mais, en 1796, l’ensemble est vendu comme bien national.
Au tournant du siècle, en 1802 la propriété repasse dans les mains des van den Steen.
Depuis 1980, la chapelle appartient à la commune de Faimes pour l'avoir acquise du comte Guy van den Steen de Jehay pour le franc symbolique. Dès 1987 des travaux sont entrepris pour la restaurer avec l’aide de la province de Liège et de la fondation Roi Baudouin.

## Patrimoine
- Dans la nef se trouvent six tableaux (sur bois) représentant les saints plus particulièrement liés à la dévotion locale et histoire de la région: saint Lambert, saint Roch, saint Hubert, saint Denis, saint Jacques et sainte Madelberte, cette dernière étant la patronne de la paroisse de Celles dont fait partie la chapelle.